# Stade de boxe du Lumpinee
Le stade de boxe du Lumpinee ou stade de boxe du Lumpini (en thaï : สนามมวยเวทีลุมพินี ; API : [lūm.pʰī.nīː]) est un stade de boxe thaïlandaise (Muay thaï) qui était à l'origine, de 1956 à 2014, situé dans le centre de Bangkok dans le quartier de Pathum Wan près du Parc Lumphini : il était fait de bois, de tôles et de briques et ses gradins étaient en bois et en béton. En 2014, le stade de boxe du Lumphinee d'origine ferme et il est remplacé par le nouveau stade de boxe du Lumpinee à l'arène plus moderne et plus grande mais situé loin du centre-ville, dans le quartier de Bang Khen tout au nord de la capitale.
Il est l'un des sept principaux stades thaïlandais et sans doute l'un des plus célèbres, avec celui du Rajadamnoen.

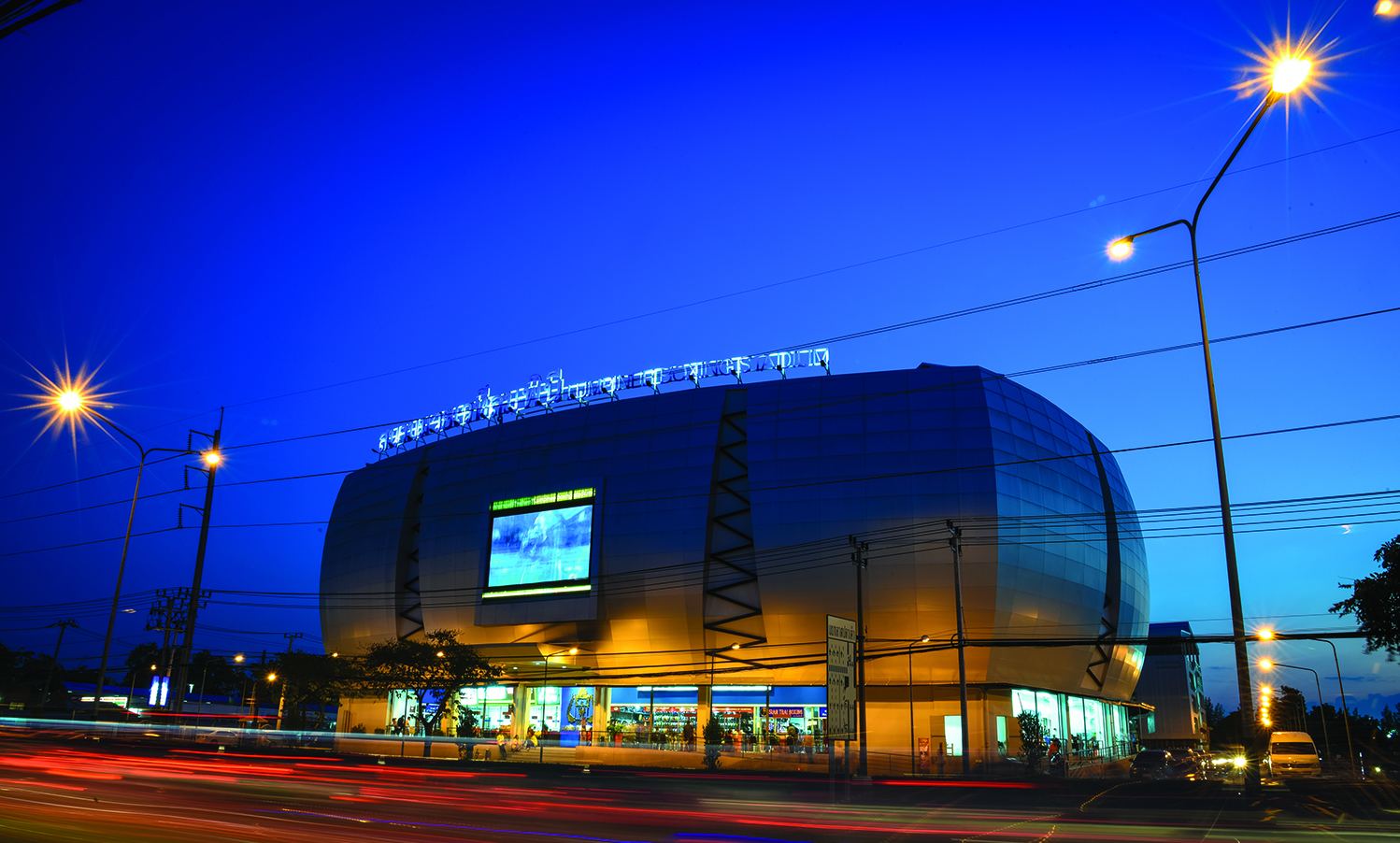
Nouveau stade de boxe du Lumpinee situé tout au nord de Bangkok (2015)

## Histoire
Créé le 8 décembre 1956 à Bangkok sous l'impulsion du général Prapas Jarusatien qui souhaitait avoir un second grand stade de boxe dans la capitale thaïlandaise, le stade est actuellement toujours dirigé par l'armée royale thaïlandaise (ce sont d'ailleurs des militaires qui assurent la sécurité à l'intérieur) et la totalité des recettes sont utilisées pour soutenir les différents départements de l'armée thaïlandaise. 
Il tire son nom de Lumbinî, la ville natale de Siddhartha Gautama, le premier Bouddha. Ce stade a fait beaucoup pour la promotion de la boxe thaïlandaise à travers le monde, notamment en permettant à des boxeurs étrangers de venir défier les boxeurs locaux. 
L'un des plus célèbres champions de la Lumpinee est Dieselnoi Chor Thanasukarn (en) qui régna sans partage au début des années 1980. Il conserva le titre des poids légers pendant plus de quatre ans, puis finit par abandonner faute d'adversaires. Les plus grandes légendes de la boxe thaïlandaise ont combattu sur le ring de Lumpini : Apidej Sit Hirun, Samart Payakaroon, Saenchai, Parinya Charoenphol, Buakaw Banchamek, Namsaknoi Yudthagarngamtorn, Youssef Boughanem...

## Fonctionnement
Les combattants participant à des combats sont présentés par 11 camps (promoteurs) habilités. Les règles sont les mêmes que dans Rajadamnoen. Les boxeurs doivent être âgés de plus de 15 ans et peser plus de 100 lb (45,4 kg). La différence de poids entre les boxeurs ne peut pas être supérieure à 5 lb (2,3 kg). Les femmes ne sont pas autorisés à se battre dans le stade et ne sont pas autorisées à toucher le ring.

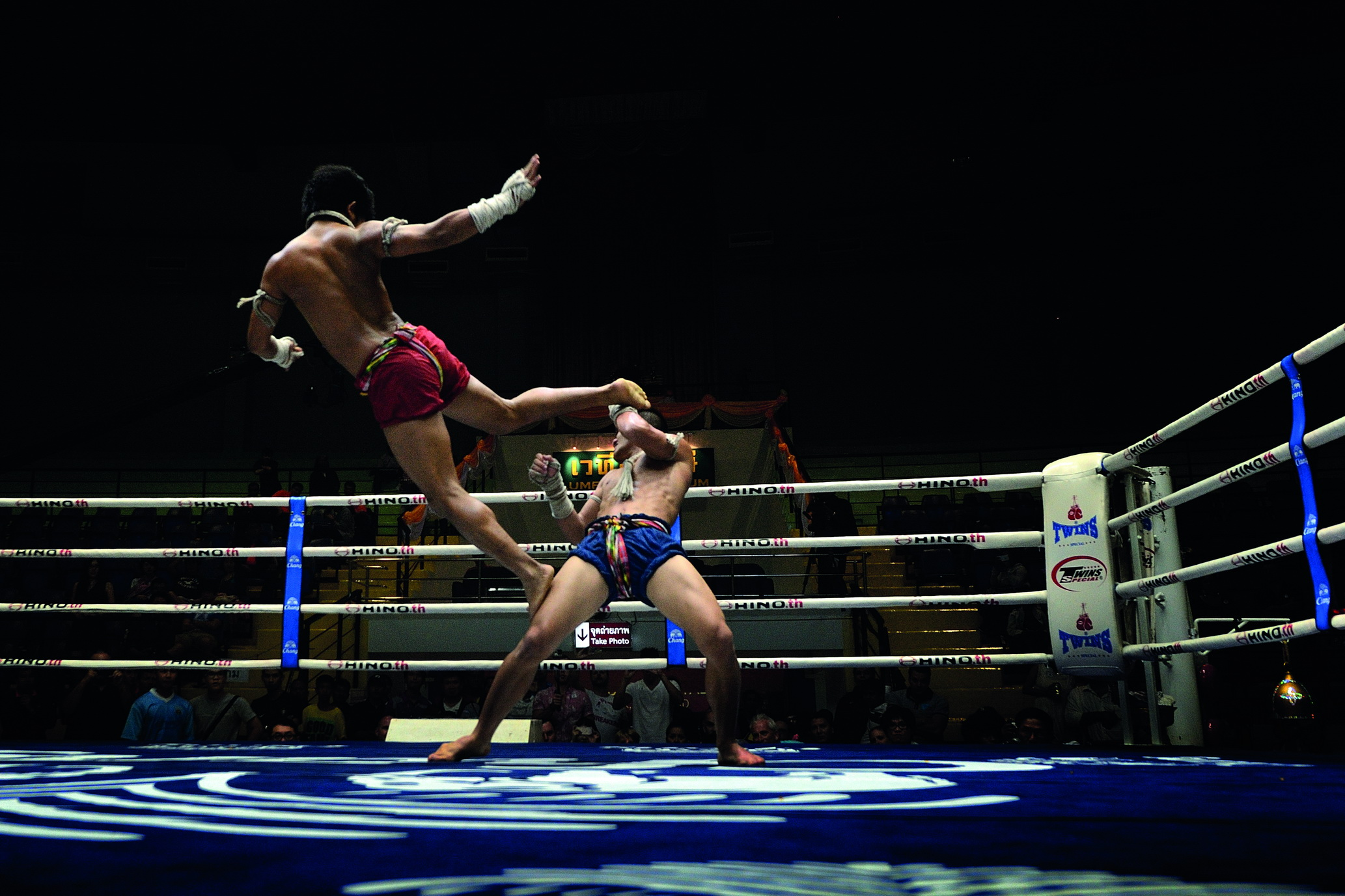
Combat dans le nouveau stade de boxe de Lumpinee (2015)

Les combats ont lieu trois soirs par semaine en alternance avec le Rajadamnoen. Il existe trois catégories de places : les places "poulaillers", les places de seconde catégorie et les places VIP qui permettent d'avoir accès à toutes les coulisses et de poser pour une photo avec les vainqueurs de chaque match, de rencontrer les combattants et de se déplacer partout dans le stade. Bien que ça ne soit pas officiel, il existe deux tarifs. Un tarif guichet pour les Thaïlandais et un tarif pour les touristes. Si le tarif touriste est négociable, il est pratiquement impossible pour un touriste, même en connaissait bien le stade, d'obtenir des places au tarif local.